# Evarcha pulchella
Evarcha pulchella là một loài nhện trong họ Salticidae.
Loài này thuộc chi Evarcha. Evarcha pulchella được Tord Tamerlan Teodor Thorell miêu tả năm 1895.